# Cantone di Rougemont
Il Cantone di Rougemont era una divisione amministrativa dell'arrondissement di Besançon.
A seguito della riforma approvata con decreto del 25 febbraio 2014, che ha avuto attuazione dopo le elezioni dipartimentali del 2015, è stato soppresso.

## Composizione
Comprendeva i comuni di:
- Abbenans
- Avilley
- Bonnal
- Cubrial
- Cubry
- Cuse-et-Adrisans
- Fontenelle-Montby
- Gondenans-les-Moulins
- Gondenans-Montby
- Gouhelans
- Huanne-Montmartin
- Mésandans
- Mondon
- Montagney-Servigney
- Montussaint
- Nans
- Puessans
- Rillans
- Rognon
- Romain
- Rougemont
- Tallans
- Tournans
- Tressandans
- Trouvans
- Uzelle
- Viéthorey